# Devoto
Devoto är en ort i Argentina.   Den ligger i provinsen Córdoba, i den centrala delen av landet, 500 km nordväst om huvudstaden Buenos Aires. Devoto ligger 112 meter över havet och antalet invånare är 5 597.
Terrängen runt Devoto är mycket platt. Runt Devoto är det glesbefolkat, med 14 invånare per kvadratkilometer..
Trakten runt Devoto består till största delen av jordbruksmark.